# 范兆森
范兆森（1968年10月—），中华人民共和国政治人物，籍贯山西省泽州县，1987年9月参加工作，1990年5月加入中国共产党。现任太原市长。
曾任中共沁水县委书记、高平市委书记，晋城市委常委，长治市委常委、市人民政府副市长，晋城市政协主席，山西省人民政府副秘书长等职务，2024年12月出任中共太原市委副书记、市长。